# Manabe Akikatsu

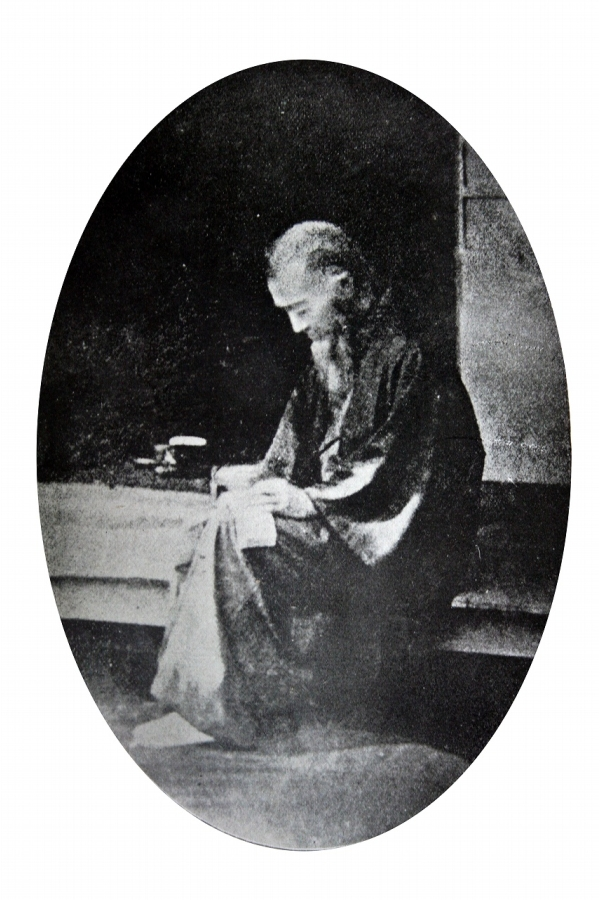
Manabe Akikatsu im Alter

Manabe Akikatsu (japanisch 間部 詮勝; geboren 30. März 1804 in Edo (Provinz Musashi); gestorben 28. November 1884 in Tokio) war ein japanischer Daimyō, 7. Herrscher über die Saeba-Domäne (鯖江) in der Provinz Echizen und zeitweise Rōjū am Ende der Edo-Zeit.

## Leben und Wirken
Manabe Akikatsu wurde als Sohn von Zen Shō (詮 煕) im Dezember 1804 vom 5. Fürsten, Manaber Akihiro (間部 詮煕; 1766–1812) adoptiert. Sein gebräuchlicher Name war Shimōsa no Kami (下総守). Im Jahr 1814 wurde er Herr der Domäne. Er wurde Spieler, Verwalter der Burg Ōsaka, Aufseher (所司代, Shoshidai) von Kyōto und zum Kammerherrn ernannt.
Im Jahr 1840 wurde Manabe zum Nishimaru Rōjū (西丸老中) ernannt, wurde jedoch 1843 aufgrund von Meinungsverschiedenheiten mit Mizuno Tadakuni (1794–1851), der die Aufsicht über die Rōjū führte, entlassen. Im Jahr 1858 wurde er unter dem Leiter der Shogunatsverwaltung Ii Naosuke (1815–1860) Rōjū, besuchte Kyōto als Gesandter, um die Unterzeichnung des Harris-Vertrag zwischen Japan und den USA am Kaiserhof durchzusetzen. Des Weiteren übernahm er das Kommando in Kyōto und setzte die Festnahme von Shogun-Gegenern im Gefängnis durch, was als Ansei-Säuberung in die Geschichte eingegangen ist. Vom Kaiser erhielt er ein Edikt, in dem die Unvermeidlichkeit eines Freundschaftsvertrages mit den USA anerkannt wurden, und kehrte im März des folgenden Jahres nach Edo zurück.
Danach hatte Manabe eine Meinungsverschiedenheit mit Ii Naosuke und wurde im Dezember von seinem Posten entlassen. Im November 1862, als die Sonnō-jōi-Bewegung an Dynamik gewann, wurde ihm befohlen, in den Ruhestand zu gehen, wobei degradiert wurde und seine Adelsstellung verlor, mit der Begründung, er habe während seiner Amtszeit unangemessene Maßnahmen ergriffen. 1865 wurde er aus der Haft entlassen, er schor sich den Kopf, nahm den Namen „Shōdō“ (松堂) an, und zog sich aus dem Berufsleben zurück.
Bestattet ist Manabe Akikatsu am Tempel Hokekyō-ji in Ichikawa, Präfektur Chiba.